# Oscar Baumann
Pour les articles homonymes, voir Baumann.
Oscar Baumann (né le 25 juin 1864 en Vienne en Autriche et mort dans la même ville le 12 octobre 1899) est un géographe et ethnographe autrichien.

## Biographie

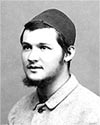
Oscar en Albanie (août 1883).

Oscar Baumann est le fils de Josefin et Heinrich Baumann. Docteur de l'université de Vienne, il commence par explorer à l'âge de dix-neuf ans, en août 1883, des régions peu connues des Balkans, situées dans le Monténégro et le nord de l'Albanie, entre Tuzi et Scutari, au-delà de la frontière ottomane. De cette époque, date son portrait au qeleshe et sa première publication.
Puis, il prend part à une expédition autrichienne dans le bassin du Congo en 1885 sous la direction d'Oskar Lenz, accompagné de Friedrich Bohndorff. Malade, il quitte la mission rapidement et l'année suivante, en 1886, travaille sur l'île de Bioko (Fernando Póo, Guinée équatoriale) dont il rapporte un récit très documenté. 
Baumann est cependant mieux connu pour son exploration de l'intérieur de l'Afrique orientale allemande (Tanzanie, Rwanda et Burundi), et ses cartes de la région. En 1888, il accompagne le géologue Hans Meyer dans une tentative d'escalade du Kilimandjaro. Ils sont toutefois capturés et détenus en route, par des rebelles arabes menés par Abushiri ibn Salim al-Harthi lors de la révolte d'Abushiri. Une rançon de 10 000 roupies est payée pour leur libération.
La plus célèbre expédition de Baumann est l'expédition Massaï de 1891-1893 réunissant deux cents membres. Il réalise des cartes de ce voyage, et devient le premier Européen à visiter les lacs Eyasi, Manyara et ce qui deviendra l'aire de conservation du Ngorongoro. À la suite du voyage, il publie un livre intitulé Durch Massailand zur Nilquelle en 1894.
En 1896, Baumann est nommé consul à Zanzibar par le gouvernement austro-hongrois ; il produit là aussi un important ouvrage d'observations et d'histoire. Cependant, rapatrié à Vienne trois ans plus tard, il meurt d'une maladie infectieuse à l'âge de 35 ans. 
Aujourd'hui le musée d'ethnologie de Vienne expose près de 3 500 objets récoltés par Baumann durant son parcours africain. Il s'agit notamment d'armes, d'outils, de bijoux, de parfums (herbes) et d'instruments de musique. De nombreux clichés photographiques ont été conservés : on y voit des habitants des régions traversées par Baumann, d'un intérêt anthropo- et ethnographique majeur.

## Travaux

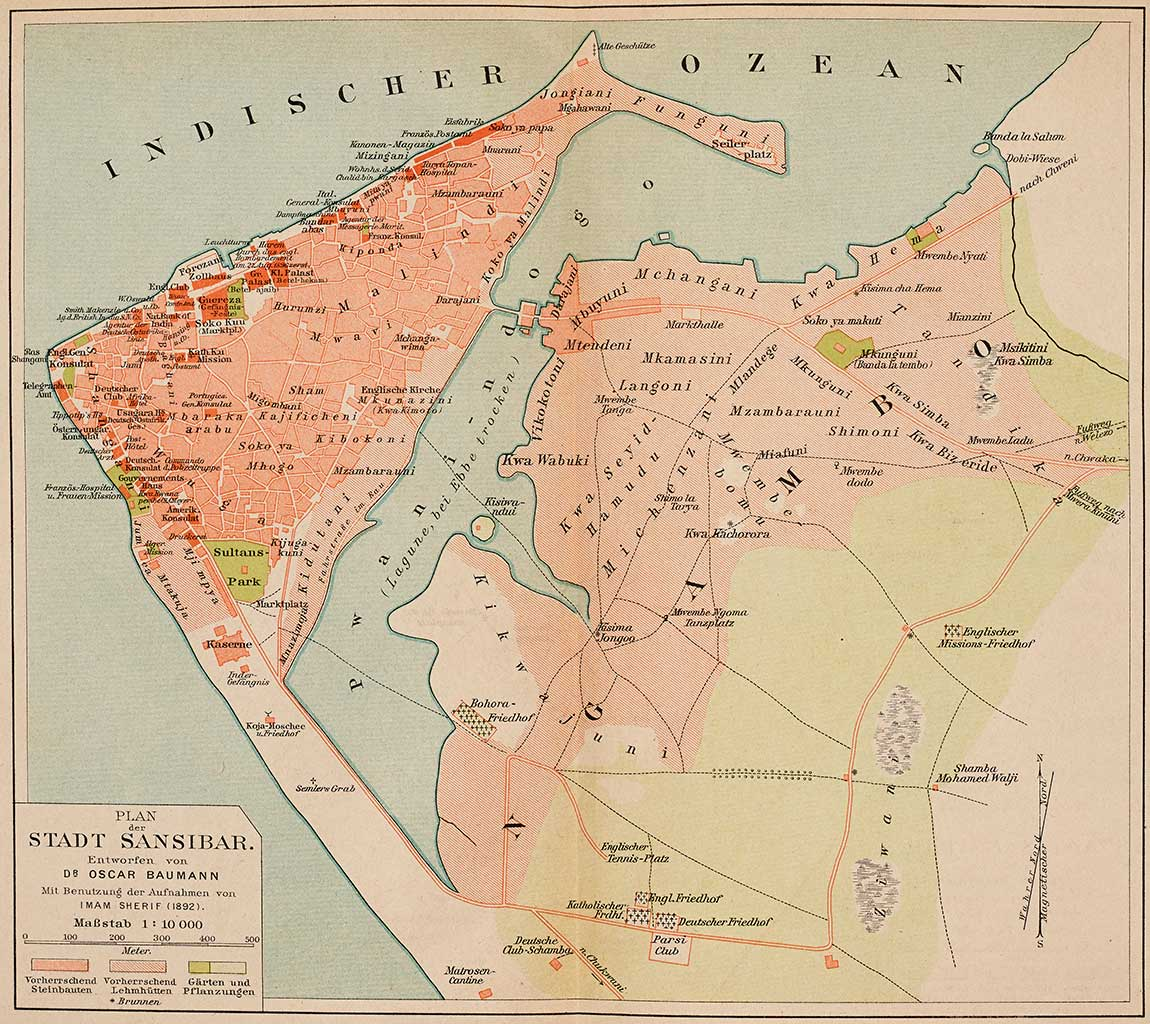
Plan de Zanzibar (1892) établi par Baumann.

- Beiträge zur Ethnologie des Kongo (Contributions à l'ethnologie du Congo), Vienne (1887)
- Fernando Póo und die Bube, Vienne, Eduard Hölzel, 1888, avec 16 illustrations de Ludwig Hans Fischer et Franz Zimerman — en ligne.
- In Deutsch-Ostafrika während des Aufstandes (En Afrique orientale allemande pendant  la rébellion), Vienne (1890)
- Usambara. Berlin (1891)
- Karte des nordöstlichen Deutsch-Ostafrika (carte du nord-est de l'Afrique orientale allemande), Berlin (1893)
- Durch Massailand zur Nilquelle (Du pays des Massaïs aux sources du Nil), Berlin (1894)
- Die kartographischen Ergebnisse der Massai-Expedition (Les résultats cartographiques de l'expédition des Massaïs), in: Petermann's Geographische Mitteilungen, Ergebnisheft 111, Gotha (1894)
- Der Sansibar-Archipel (L'Archipel de Zanzibar). 3 volumes. Leipzig (1896-99)